# Zażenowanie
Zażenowanie – rodzaj silnej emocji podobnej do wstydu z tą różnicą, że odczuwana jest w momencie niestosownego zachowania lub wypowiedzenia niestosownych słów przez drugą osobę, najczęściej przez kogoś, po kim takiego zachowania nie należałoby się spodziewać, choć nie jest to konieczne. Np. niestosowny w danych okolicznościach ubiór, wypowiadanie się na tematy, których w danym momencie należy unikać, złe przyjęcie dowcipu.